# Colin Campbell (biskup)
Colin David Campbell (ur. 22 września 1941 w Dunedin) – nowozelandzki duchowny rzymskokatolicki, biskup diecezjalny Dunedin w latach 2004-2018. 

## Życiorys
Święcenia kapłańskie przyjął 27 czerwca 1966 w swojej rodzinnej diecezji Dunedin, udzielił ich mu jej ówczesny ordynariusz John Patrick Kavanagh. Pracował duszpastersko na terenie diecezji, był także rektorem seminarium duchownego w Auckland.
29 kwietnia 2004 papież Jan Paweł II mianował go biskupem Dunedin. Sakry udzielił mu 9 lipca 2004 jego poprzednik na tej stolicy biskupiej, Leonard Boyle. 
22 lutego 2018 przeszedł na emeryturę.